# Zostérops d'Abyssinie
Zosterops abyssinicus
Espèce
Statut de conservation UICN

 LC  : Préoccupation mineure
Le Zostérops d'Abyssinie (Zosterops abyssinicus) ou Zostérops à flancs jaunes, est une espèce de passereaux de la famille des Zostéropidés.

## Dénomination
Le nom Zostérops est issu du grec ζωστήρ (zoster) signifiant "ceinture" et ὤψ (ops) signifiant "oeil", en référence au cercle blanc qui entoure ses yeux. Le qualificatif "d'Abyssinie" et le nom latin abyssinicus se réfèrent à l'Abyssinie, une région d'Afrique dans laquelle on peut l'observer. Le nom de Zostérops à flancs jaunes est partagé avec Zosterops flavilateralis, avec lequel il était anciennement confondu.

## Description
Le Zostérops d'Abyssinie est un petit oiseau, mesurant entre 10 et 12 cm et pesant de 8,5 à 10,4 g. Il possède une gorge jaune et des dessous plutôt gris, tirant vers le jaune pâle au niveau de la croupe ; ses dessus sont brun foncé, avec des plumes bordées de vert jaunâtre. Sa tête est verdâtre sur les côtés et plutôt gris pale tirant sur le jaune-vert sur le dessus ; elle est marquée par le cercle oculaire blanc caractéristique des zostérops, des lores brun-noir surplombés par une ligne jaune et terminés par un bec brun-rose.
La femelle est très proche du mâle, bien que celui-ci soit globalement plus brillant ; les juvéniles ressemblent beaucoup aux adultes, avec des couleurs globalement ternes et des yeux sombres.

## Répartition et habitat

### Répartition
Son aire s'étend à travers la corne de l'Afrique, Socotra et la savane du Piémont arabe du sud-ouest (en).

### Habitat
Il occupe les zones boisées ou semi-ouvertes comme les savanes ou les parcs et jardins. On peut le trouver en général jusqu'à 1 800 m, bien qu'il puisse occasionnellement plus haut,.

## Écologie et comportement

### Alimentation
Le Zostérops d'Abyssinie se nourrit principalement de petits insectes, accompagnés de fruits, de graines et de nectar. Il se nourrit typiquement en volées comprenant entre 10 et 30 individus, occasionnellement avec d'autres espèces.

### Reproduction
Il se reproduit entre février et juin sur le continent africain, et plutôt entre mai et septembre en Arabie. Monogame, il construit un petit nid en bol fait de fines herbes et consolidée avec de la soie d'araignée, souvent tapissé de poils. Une nichée comporte 2 ou 3 œufs de couleur bleu pâle, couvés par les deux parents.

### Vocalisations
Son chant est souvent assimilé à un bourdonnement, proche d'un insecte ou une machine,.

## Systématique
Le Zostérops d'Abyssinie a été décrit pour la première fois par Félix Édouard Guérin-Méneville en 1843. Il est aujourd'hui divisé en 3 sous-espèces dans la classification de référence du Congrès ornithologique international (16 mars 2024):
- Z. a. abyssinicus Guérin-Méneville, 1843 : la sous-espèce nominale. Vit dans le nord-est du Soudan, en Érythrée et dans le nord et le centre de l'Éthiopie.
- Z. a. arabs Lorenz von Liburnau (en) & Hellmayr, 1901 : Vit dans le sud-ouest de l'Arabie saoudite, au Yémen et dans le sud de l'Oman. Initialement décrite comme une espèce séparée (Z. arabs). Proche d'abyssinicus mais avec des dessus gris-vert plus sombres[6].
- Z. omoensis Neumann, 1904 : Vit dans l'ouest de l'Éthiopie (à partir du lac Tana jusqu'à la rivière Omo). Initialement décrite comme une espèce à part (Z. omoensis), vue comme un intermédiaire entre  abyssinica et poliogastra. Proche d'abyssinicus, avec des dessus plutôt pales jaune-vert, une gorge plus jaune et des dessous gris-chamois[7].

Comme souvent pour les zostérops, la phylogénie du Zostérops d'Abyssinie est complexe. Il était jusqu'à récemment regroupé avec Zosterops socotranus, qui est native de Socotra et du nord de la Somalie ; des études phylogénétiques placent cependant celle-ci comme ayant divergé avant l'arrivée des zostérops en Afrique. L'espèce comprenait également les individus situés plus au sud sur le continent, qui appartenaient aux sous-espèces flavilateralis et jubaensis, qui forment maintenant le Zostérops à flancs jaunes depuis 2017.

## Le Zostérops d'Abyssinie et l'humain

### Conservation
Le Zostérops d'Abyssinie est considéré comme une "préoccupation mineure" par l'UICN (16 mars 2024), au regard du fait qu'il est assez commun à travers son aire de répartition bien que certaines populations soient menacées.